# Główny Urząd Kontroli Prasy, Publikacji i Widowisk

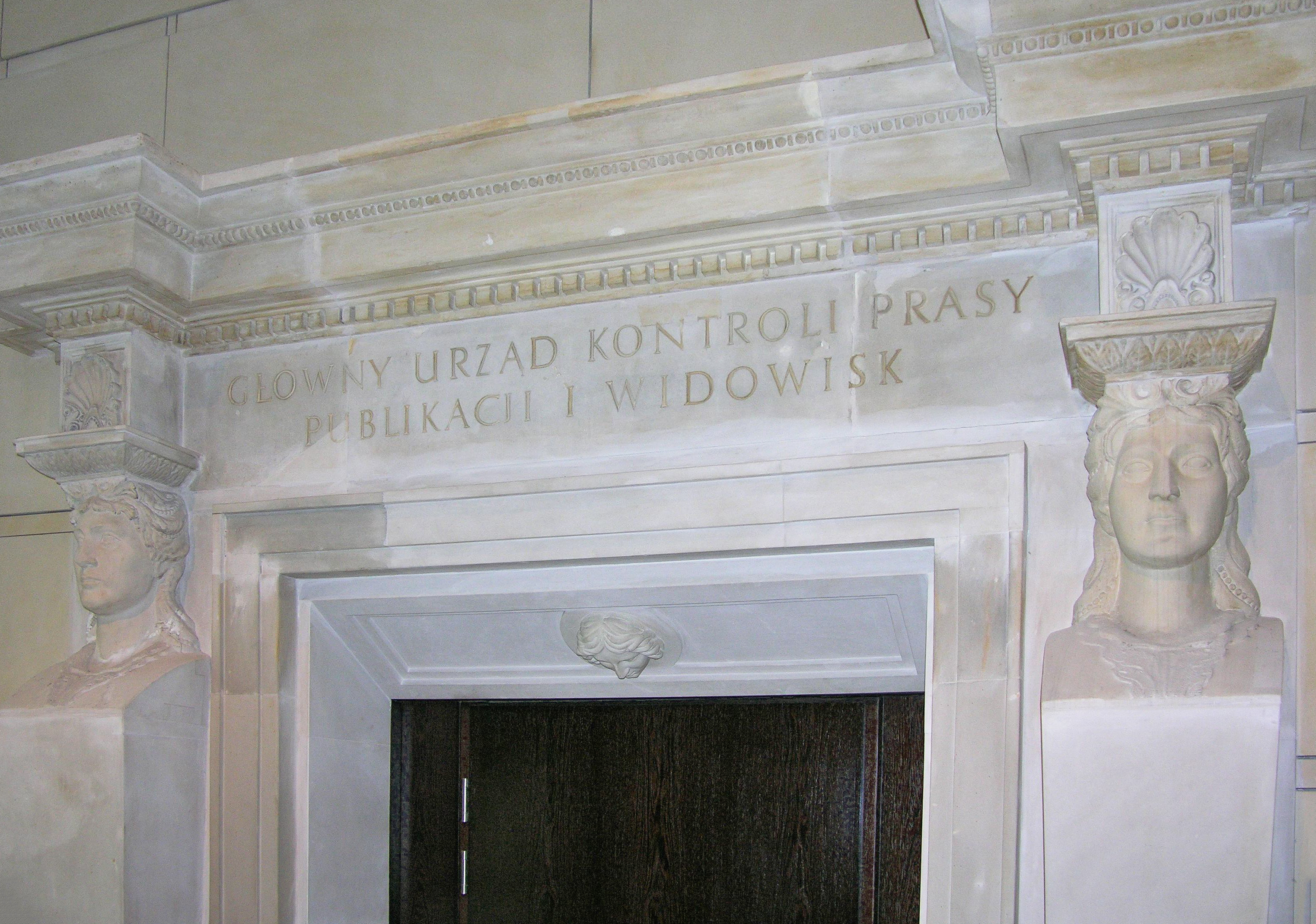
Portal ze zburzonej siedziby Głównego Urzędu Kontroli Prasy, Publikacji i Widowisk wyeksponowany w holu biurowca Liberty Corner przy ul. Mysiej 5 w Warszawie

Główny Urząd Kontroli Prasy, Publikacji i Widowisk, od 1981 Główny Urząd Kontroli Publikacji i Widowisk – centralny urząd cenzury państwowej w Polskiej Rzeczypospolitej Ludowej.
Instytucja państwowa utworzona w 1946 (pierwotnie, od 19 stycznia 1945, pod nazwą Centralne Biuro KPPiW), która zajmowała się kontrolą i weryfikacją publikacji prasowych, radiowych i telewizyjnych, wydawnictw książkowych, filmów, spektakli teatralnych, widowisk oraz wystaw.
Jego siedziba główna znajdowała się przy ul. Mysiej 5 w Warszawie.

## Opis

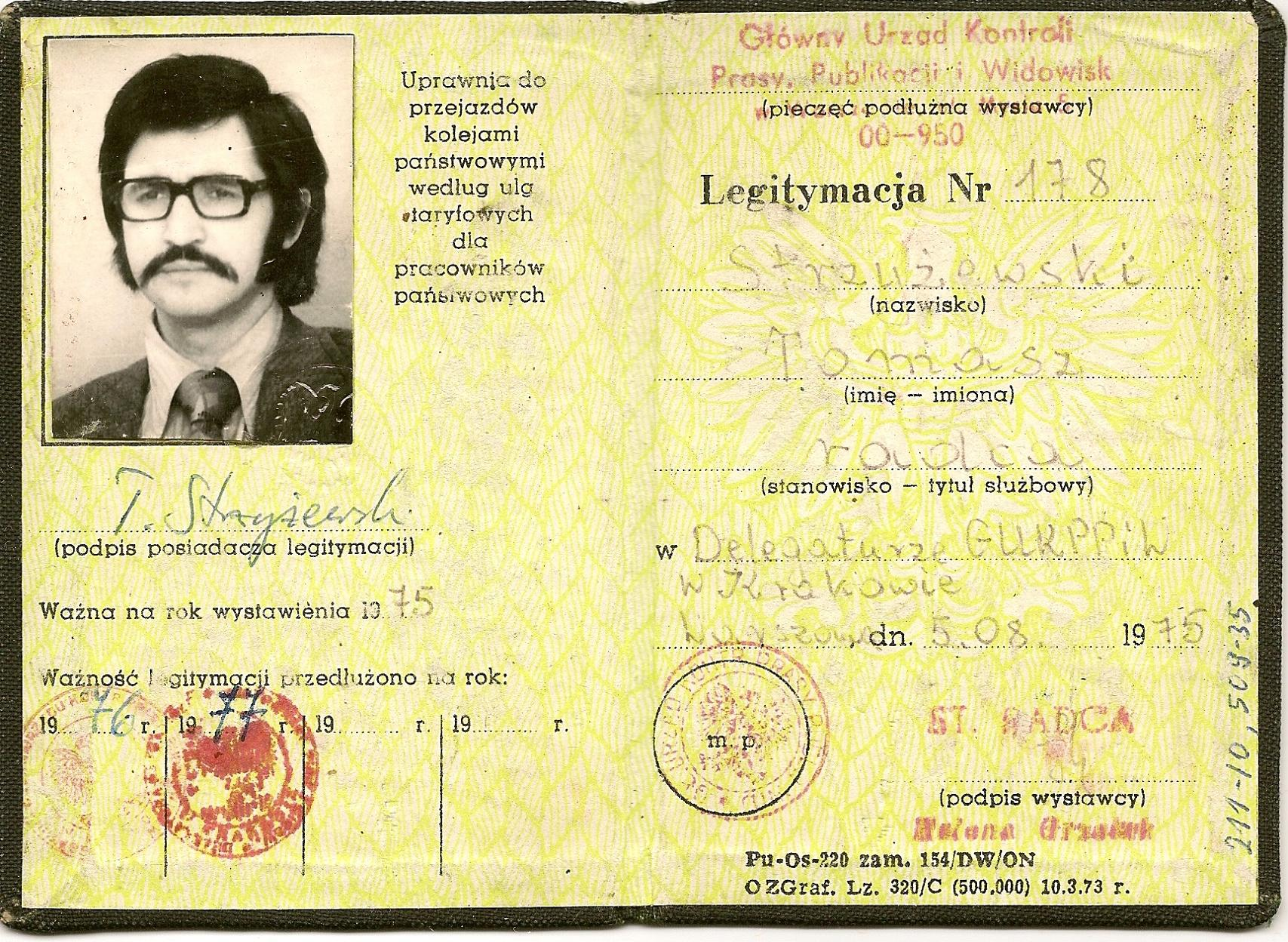
Służbowa legitymacja GUKPPiW Tomasza Strzyżewskiegostrzyż

Był to organ cenzury (analogiczne instytucje były obecne we wszystkich krajach tzw. bloku wschodniego), badający wszelkie formy oficjalnego przekazu informacji z punktu widzenia ich zgodności z aktualną polityką państwa i zakazujący rozpowszechniania informacji i treści niepożądanych przez rządzącą monopartię komunistyczną.
Monopol informacyjny państwa został przełamany przez powstanie niezależnego, podziemnego ruchu wydawniczego, który nie podlegał żadnej formie cenzury, co na małą skalę miało miejsce jeszcze do początku lat 50. XX wieku, a na większą stało się faktem w połowie lat 70. W lipcu 1981 GUKPPiW przekształcony został w Główny Urząd Kontroli Publikacji i Widowisk.
Od 1981 decyzje Urzędu mogły być zaskarżane przed sądami administracyjnymi, wprowadzono także możliwość zaznaczania ingerencji cenzorskich.

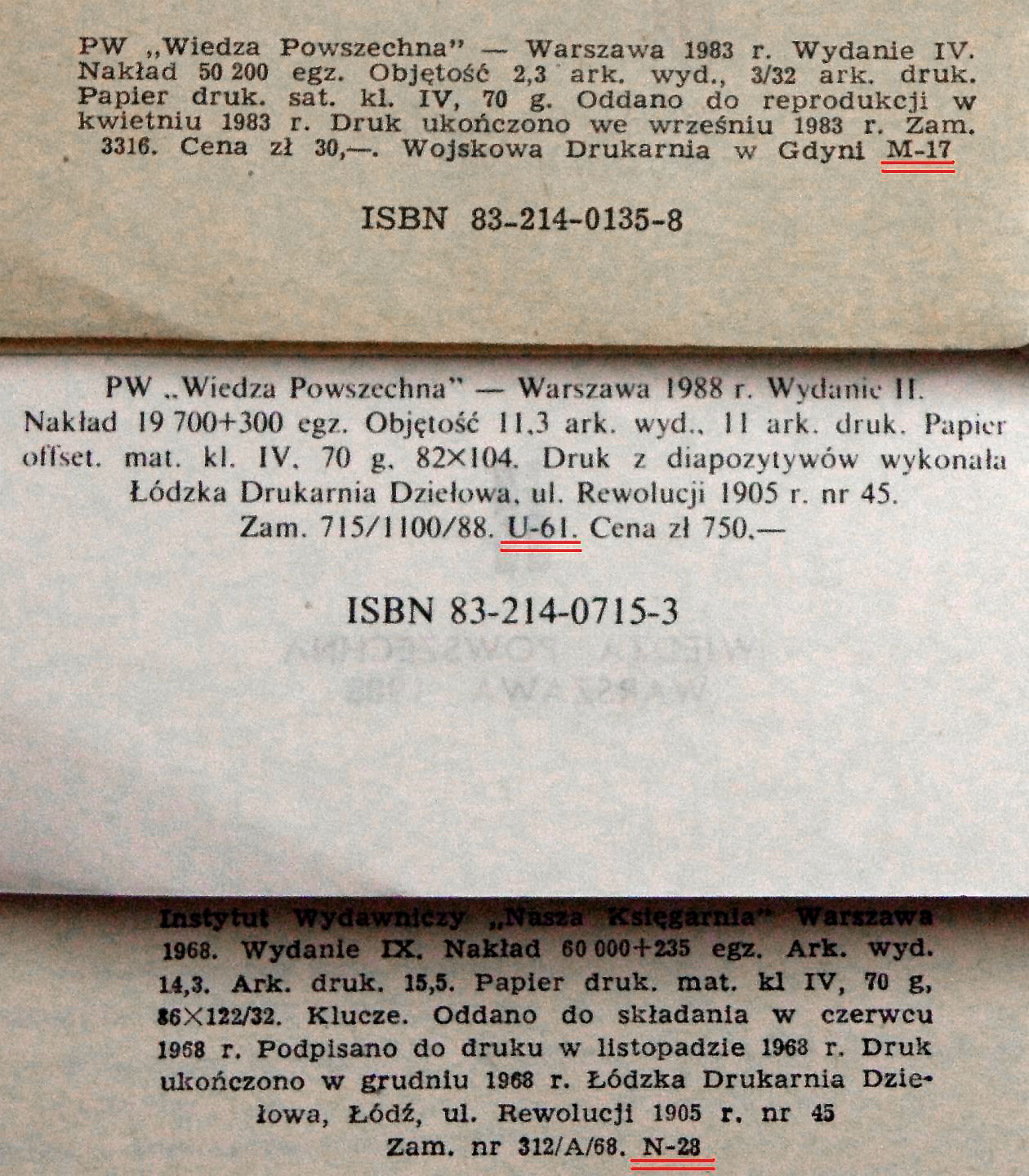
Stopki redakcyjne książek wydanych w okresie PRL. Podkreślone sygnatury cenzorów z GUKPPiW.

Pod koniec istnienia GUKPiW liczba zatrudnionych wynosiła 465 osób (na przełomie lat 1989/1990), a planowany na utrzymanie tej instytucji budżet na rok 1990 wynosił bez mała pięć miliardów ówczesnych złotych.
GUKPiW został zniesiony 5 czerwca 1990 na mocy Ustawy z dnia 11 kwietnia 1990 r. o uchyleniu ustawy o kontroli publikacji i widowisk, zniesieniu organów tej kontroli oraz o zmianie ustawy - Prawo prasowe (Dz.U. z 1990 r. nr 29, poz. 173), ale już od zwycięstwa Komitetów Obywatelskich „Solidarności” w wyborach 4 czerwca 1989 w praktyce ograniczył pełnienie swych funkcji, choć zdarzały się pojedyncze przypadki cięć.

## Terytorialna organizacja GUKPPiW

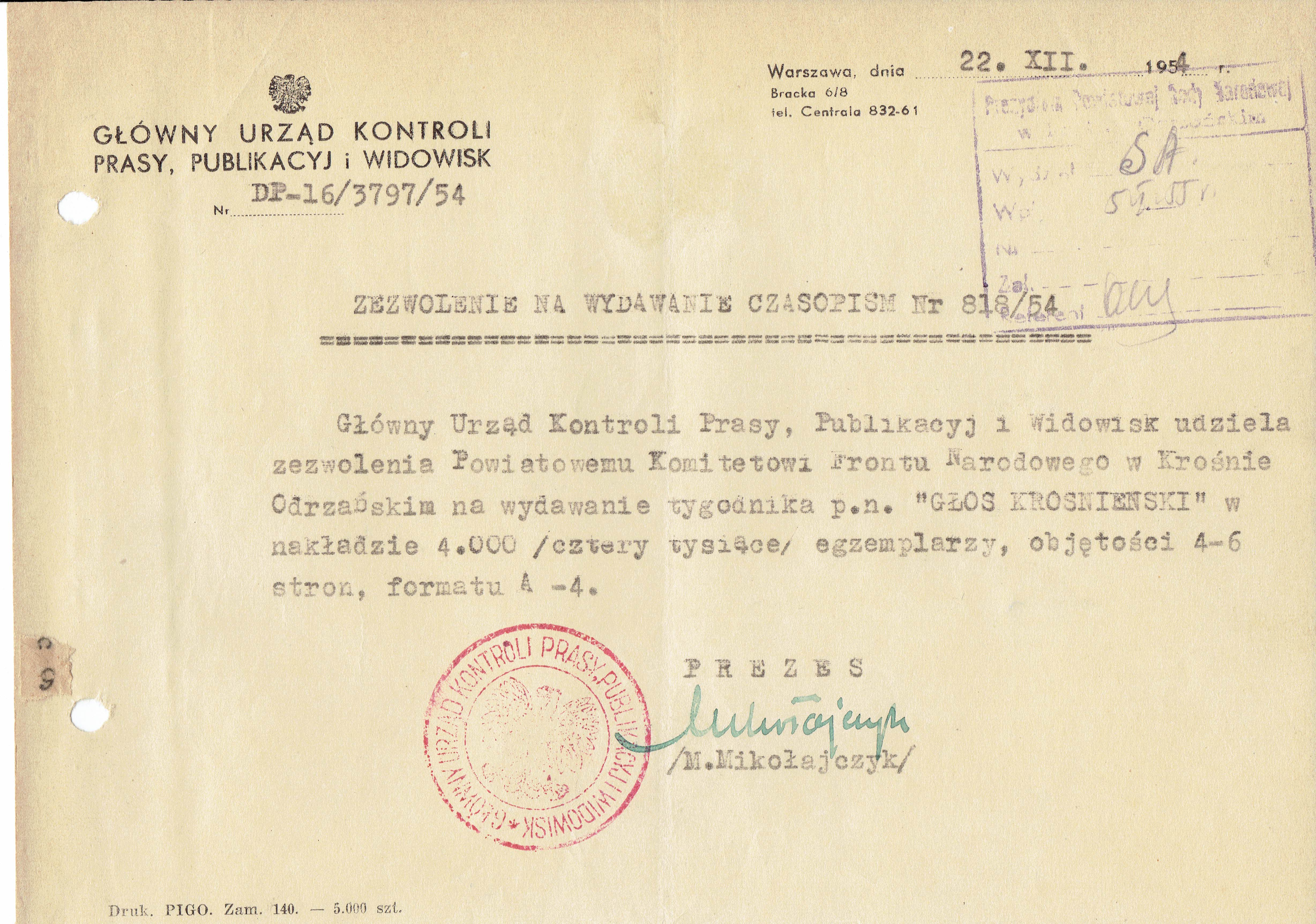
Zezwolenie z 22 grudnia 1954 r. na wydawanie czasopisma – tygodnika „Głos Krośnieński”. Dokument podpisany przez ówczesnego szefa GUKPPiW Mariana Mikołajczyka.

Siedziba Urzędu znajdowała się przy ul. Mysiej 5 w Warszawie w nieistniejącym już budynku wzniesionym w latach 1947–1950 według projektu Marcina Weinfelda.
Głównemu Urzędowi podlegały rozmieszczone we wszystkich 17 województwach PRL wojewódzkie urzędy kontroli prasy publikacji i widowisk (WUKPPiW). Ponadto w latach 1945–1975 istniała instytucja powiatowych pełnomocników cenzury. Funkcję tę pełnili zazwyczaj kierownicy wydziałów bezpieczeństwa starostw powiatowych, a następnie powiatowych rad narodowych. W 1975 ich liczba wzrosła do 49 (adekwatnie do liczby województw) oraz nastąpiła zmiana ich nazwy – dotychczasowe WUKPPiW zastąpiły wojewódzkie Delegatury GUKPPiW. Kolejna zmiana nastąpiła w 1981 wówczas wprowadzono nazwę okręgowe urzędy kontroli publikacji i widowisk. Do zadań jednostek terytorialnych należała nie tylko kontrola prasy, publikacji czy widowisk, ale także kontrola punktów z urządzeniami poligraficznymi, kserograficznymi itp., drukarni oraz zakładów produkujących pieczątki. Poszczególne ośrodki cenzury w swej pracy ściśle współdziałały z lokalnymi Komitetami Wojewódzkimi PZPR (szczególnie z Wydziałami do Spraw Propagandy KW PZPR), Służbą Bezpieczeństwa i innymi instytucjami odpowiedzialnymi za kontrolę życia społeczno-politycznego w PRL.

## Szefowie GUKPPiW
- Tadeusz Zabłudowski (1946–1948)[5]
- Lesław Wojtyga (1948)[5]
- Antoni Bida (1949–1950)[5]
- Władysław Chabowski (1950–1951)[9][10]
- Marian Mikołajczyk (1951–1957)[5]
- Czesław Skoniecki (1957–1964)[5]
- Józef Siemek (1965–1972)[5]
- Stanisław Kosicki (1972–1990)[5]